# Duncan Cameron Fraser
Pour les articles homonymes, voir Cameron.
Cet article possède un paronyme, voir Duncan Cameron.
Duncan Camperon Fraser est un homme politique canadien, Lieutenant-gouverneur de la province de Nouvelle-Écosse de 1906 à 1910.